# Brachymesia
Genre
Brachymesia est un genre de la famille des Libellulidae appartenant au sous-ordre des Anisoptères dans l'ordre des Odonates. Il comprend trois espèces. 

## Espèces du genreBrachymesia
- Brachymesia furcata (Hagen, 1861)[1]
- Brachymesia gravida (Calvert, 1890)
- Brachymesia herbida (Gundlach, 1889)